# Culicoides grahamii
Culicoides grahamii är en tvåvingeart som beskrevs av Austen 1909. Culicoides grahamii ingår i släktet Culicoides och familjen svidknott. Inga underarter finns listade i Catalogue of Life.